# La Plata (Maryland)
La Plata település az Amerikai Egyesült Államok Maryland államában, Charles megyében, melynek megyeszékhelye is. Lakosainak száma 10 159 fő (2020. április 1.).

## Népesség
A település népességének változása:
| Lakosok száma | 8753 | 9239 | 10 159 |
|               | 2010 | 2016 | 2020   |